# Cancer Imaging
Cancer Imaging ist eine wissenschaftliche Fachzeitschrift, die vom E-Med-Verlag veröffentlicht wird. Die Zeitschrift ist das offizielle Publikationsorgan der International Cancer Imaging Society (ICIS) und erscheint ohne Zugangsbeschränkungen (open access) ausschließlich online. Es werden Arbeiten veröffentlicht, die sich mit dem Einsatz von bildgebenden Verfahren in der Onkologie beschäftigen.
Der Impact Factor lag im Jahr 2016 bei 2,404. Nach der Statistik des ISI Web of Knowledge wird das Journal mit diesem Impact Factor in der Kategorie Onkologie an 139. Stelle von 217 Zeitschriften und in der Kategorie Radiologie, Nuklearmedizin und medizinische Bildgebung an 51. Stelle von 125 Zeitschriften geführt.